# 御堂耕平
御堂 耕平（みどう こうへい、1995年9月18日 生まれ）は、日本の俳優・脚本家。福岡県出身。アービング所属。

## 略歴
- 福岡でモデル活動や舞台出演を経て、2019年4月19日より活動拠点を東京に移す。[2]
- 舞台・映画・ラジオを中心に活動。特技は陸上競技、けん玉[1]、趣味はランニング[1]。

## 出演

### 舞台
- MEMORY BOYS〜想い出を売る店〜（2019年） – セレナーデ 役[3][4][5]
- 風待ちの庭（2020年） – 坂口勇気 役
- 星降る学校（2020年） – 鎌田 役[6][7][8][9]
- 2.5次元ステージ「だめんずウォーカー2020」（2020年）[10]
- ミュージカル「青春-AOHARU-鉄道」4〜九州遠征異常あり〜（2021年） – アンサンブル[11]
- 饗宴「茜さすセカイでキミと詠う〜絆〜」（2021年） – 藤原道長 役[12][13][14][15]
- KingLEAR＆MACBETH2021（2021年）[16]
- 素敵なカミングアウト（2021年） – 苫米地重彦 役[17][18]
- 只今、絶賛仕込み中!?（2022年） – 斎藤高慶 役
- 劇団ウルトラマンション公演「だから立ち上がる」（2022年） – 江戸川 役
- 饗宴「茜さすセカイでキミと詠う〜絆〜」再演（2022年） – 藤原道長 役[19][20][21]
- minish*vol.1「パニックカフェ」（2022年） – 店員 役[22]
- 劇団ウルトラマンション公演「さくらが咲く前に」（2022年） – 康夫 役
- あ･うん♡ぐるーぷ 「日本橋」（2022年）
- minish*2「リバースヒストリカ」（2023年） – 由比野 役[23]
- あ･うん♡ぐるーぷ 「梅川・忠兵衛」（2023年） – 新三 役[24]
- ブラッククローバー the Stage（2023年） – アンサンブル
- あの夜であえたら（2023年） – サブキャスト
- 劇団ウルトラマンション公演「浅草いちご座物語」（2023年） – 加藤健作 役
- Alexandrite Stage Produce「25Magic」（2023年） – 木島司 役[25]
- シタチノ第八回公演「輝々」（2024年） – 阿久津怜 役
- シバイバ演劇祭「SEED for the Future vol.1」（2024年）  
  - Aチーム「革命前夜」 – 空き巣 役
  - Fチーム「地雷を踏んでさようなら」 – 新田徹 役
- 舞台「リア王2024」（2024年） – 騎士トーマス 役[26][27]
- minish*3「モンスターボックス」（2025年） – 毘沙焔 役[28]
- 舞台「スタンドマイヒーローズ」（2025年） – 新堂清志 役[29][30]

### 映画
- HiGH&LOW THE MOVIE2（2017年） – 山王連合／三兄弟三男 役
- 巫女っちゃけん。（2018年） – 新郎 役
- THE OUTSIDER（2018年）
- 仮面ライダービルド（2018年） – SP 役

### ラジオ
- ラジオ日本「そんなバナナ」（2021年〜2022年） – レギュラーパーソナリティ

### CM広告
- 大分J:COM『Wi-Fi』篇
- IDS「IDSの化身」篇
- 大分国民健康保険団体連合会「健康づくり『スプリンター佐藤』」篇
- 西部ガス「リビングメイト・飛び出す」篇
- 田村神社
- au『複数人参加型 次世代コミュニケーション「VR appli」』 WEB CM
- 佐賀観光「佐賀はハイレグ？〜We are "Hi-LEG BEAUTY"〜」 WEB CM

## 脚本

### TikTokショートドラマ
- キッズアイ
  - アンガーマネジメントママ（2025年）[31][32]
  - 無料で出来る身だしなみ（2025年）[33]
  - ママのにおい（2025年）[34]
  - アイドルへの道（2025年）[35]
- ウミガメごっこ
  - ルシファーの母（2025年）[36]